# Place des Barricades
 (janvier 2020).
Si vous disposez d'ouvrages ou d'articles de référence ou si vous connaissez des sites web de qualité traitant du thème abordé ici, merci de compléter l'article en donnant les références utiles à sa vérifiabilité et en les liant à la section « Notes et références ».

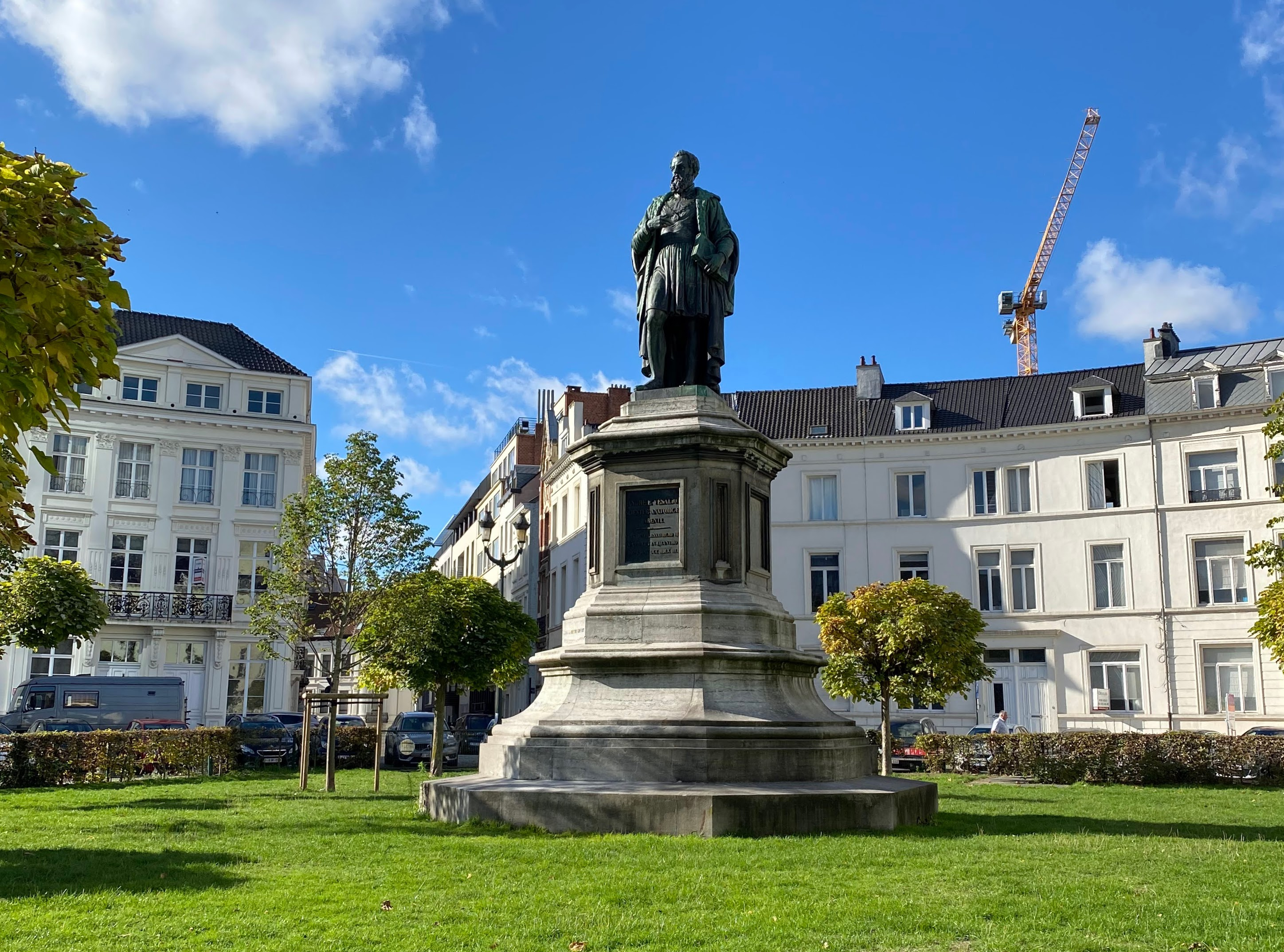
La place des Barricades.

La place des Barricades (en néerlandais : Barricadenplein), appelée place d'Orange (en néerlandais : Oranjeplein) à l'époque du royaume uni des Pays-Bas, est une place de Bruxelles de style néo-classique, au centre de laquelle se dresse la statue d'André Vésale.

## Localisation
La place des Barricades est située à Bruxelles le long du boulevard Bischoffsheim de la petite ceinture intérieure qui entoure le centre-ville. Elle est le point terminal des rues Van Orley, de la révolution et du Nord.

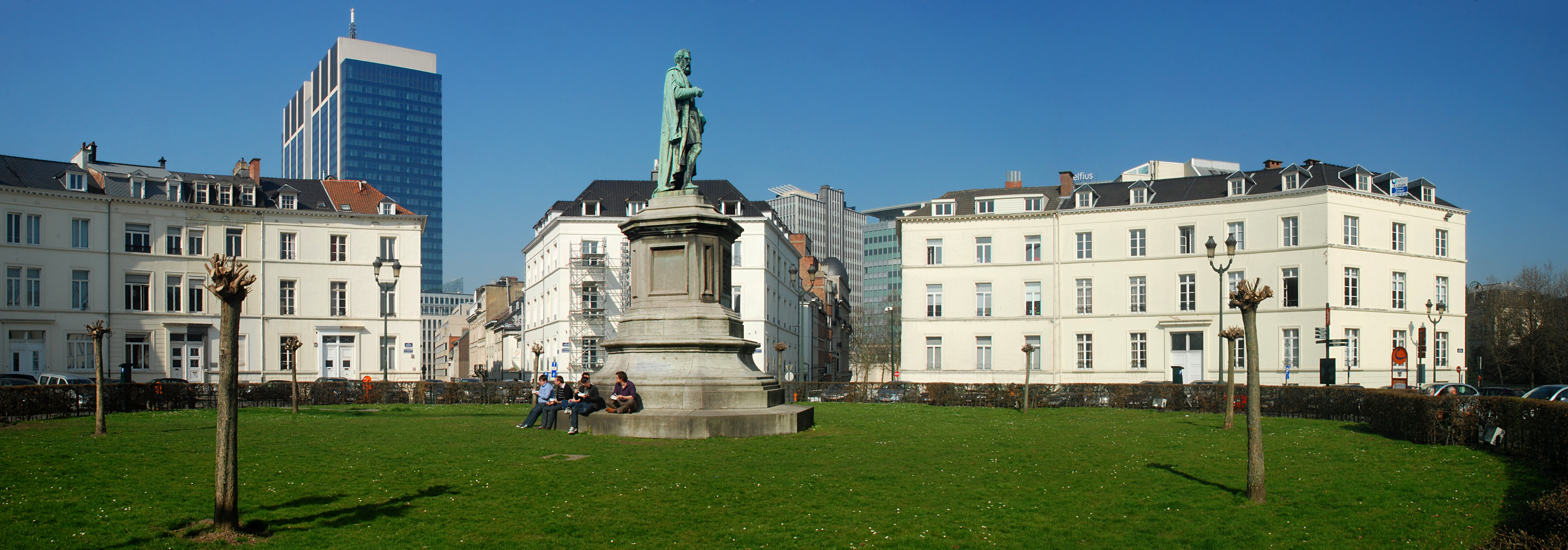
La place des Barricades avec la statue de Vésale au centre et l'ouverture vers le boulevard Bischoffsheim à droite.

## Historique
D'abord sablière laissée à l'abandon après la destruction de l'enceinte médiévale en 1810, l'espace de la future place fut aménagé et aplani  pour y recevoir le marché aux chevaux qui, auparavant, se déroulait au Grand Sablon. À partir de 1818, elle sera redessinée selon un projet de Jean-Baptiste Vifquain qui avait jalonné la ceinture des boulevards remplaçant les anciens remparts par des espaces de repos rompant la monotonie du circuit et y apporta un concept rare, celui d'une place conçue sur un modèle circulaire et mesurant soixante mètres de diamètre, divisée comme une horloge en quatre quarts, le premier étant ouvert vers le boulevard Bischoffsheim, les trois autres séparés par des rues recevant chaque fois cinq maisons de style néo-classique très simples recouvertes d'un enduit blanc. La place fut appelée « place d'Orange » en honneur au souverain du royaume uni des Pays-Bas.
Elle  fut rebaptisée « place de Barricades » en 1831 en souvenir des combats de la révolution belge.
Le 16 septembre 1839, Marcellin Jobard réussit, depuis sa maison située au numéro 1, une vue de la Place des Barricades au daguerréotype.
Le 31 décembre 1847 y fut inaugurée la statue d'André Vésale œuvre de Joseph Geefs.
En 1849 les autorités de la ville désirant l'embellir y firent placer une grille ornementale et des réverbères, désormais disparus, conçus par le jeune architecte Joseph Poelaert.

## Classement
Les maisons qui entourent la place font l'objet d'un classement au titre des monuments historiques depuis le 8 août 1988,.

## Description
Vue depuis le boulevard, la place apparaît comme un décor de spectacle que Poelaert a renforcé par une rotonde gazonnée au centre, comme une scène de théâtre entourée d'une grille ouvragée jalonnée de réverbères sculpturaux, ainsi préparée pour recevoir un acteur-vedette. Cette vedette, c'est André Vésale, le père de l'anatomie au XVIe siècle. Peu après l'achèvement de la place, sa statue, œuvre de Joseph Geefs coulée dans le bronze en 1846, fut dressée au centre de la pelouse sur un socle dessiné par l'architecte Hector Goffart (Bruxelles, 18…..-Bruxelles 1869) qui fut aussi échevin des travaux publics de Bruxelles. Inaugurées en 1847 par Léopold Ier, la place et la statue ont traversé les offenses faites à l'urbanisme et aux monuments bruxellois en restant intactes, assumant le rôle figé d'être un point de focalisation spectaculaire des regards pendant plus de cent soixante ans.
Les deux maisons situées de chaque côté de l'ouverture vers le boulevard, avec, chacune, trois façades, une vers la place et deux visibles depuis le boulevard, avaient été conçues rigoureusement semblables dans le même style sobre que le reste. Mais, à la fin du XXe siècle, la ville a dû faire reconstituer la maison de droite dans son aspect d'origine en supprimant les remaniements qui avaient été apportés aux façades au cours des années sous la forme de bandeaux horizontaux et verticaux dérogeant au dépouillement classique de la place.

## Les modifications du site
Depuis les années 1950, la place a principalement fonctionné comme parking avec des emplacements qui contournent entièrement le terre-plein central et la statue d'André Vésale. En 2000, une rangée d'arbres (tilleuls) a été planté pour empêcher le parking sauvage. L'idée de construire un parking souterrain a été abandonnée.

## Personnalités liées
Victor Hugo habita au numéro quatre avec sa famille lors de son exil politique, durant le Second Empire français et y reçut plusieurs fois la visite de Charles Baudelaire qui avait quitté la France pour fuir ses créanciers.

## Accès
| ___ | Ce site est desservi par les stations de métro : Botanique et Madou. |